# Réserve naturelle régionale de Combe Chaude
La réserve naturelle régionale de Combe-Chaude (RNR85) est une réserve naturelle régionale située en Occitanie. Classée en 2006, elle occupe une surface de 56 hectares.

## Localisation

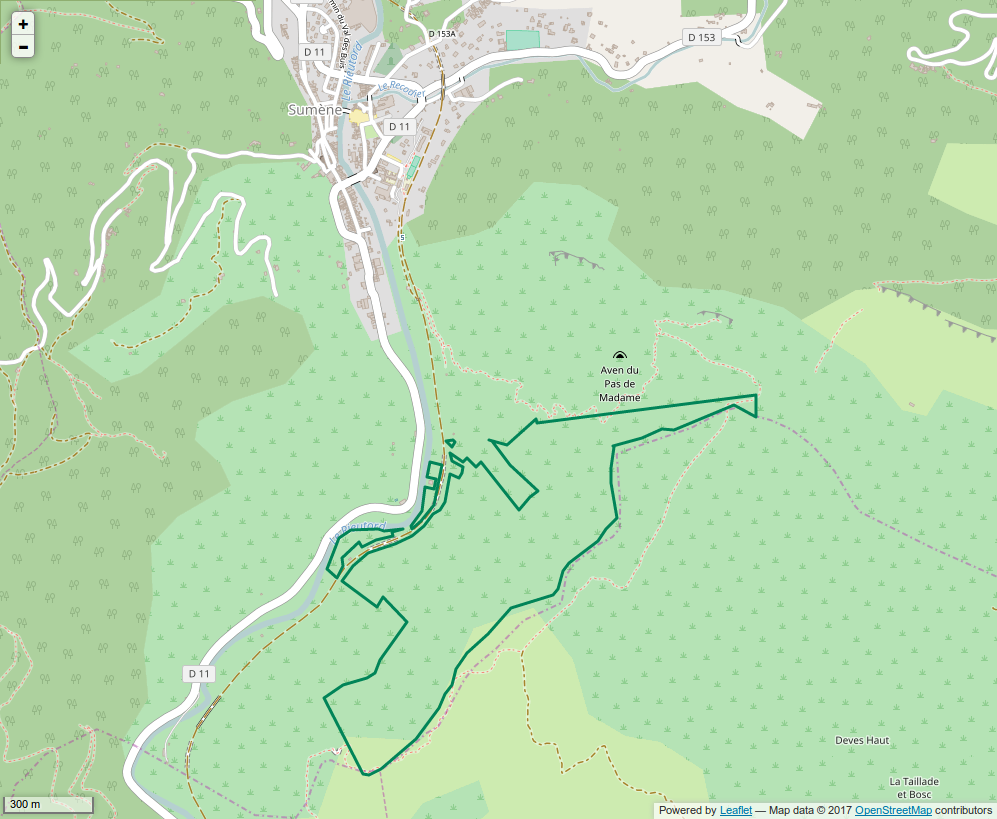
Périmètre de la réserve naturelle.

Le territoire de la réserve naturelle est dans le département du Gard, sur la commune de Sumène.

## Histoire du site et de la réserve
Le Conseil général du Gard a acquis 56,28 ha sur la commune de Sumène le 29 janvier 1986, au titre de sa politique des espaces naturels sensibles. Le site est ensuite agréé comme réserve naturelle volontaire le 10 janvier 1989.

## Écologie (biodiversité, intérêt écopaysager…)
Le site protège une partie des escarpements calcaires bordant les gorges du Rieutord. Les milieux comprennent des bords de rivières, des garrigues, des éboulis et des falaises abritant de nombreuses grottes.

### Flore
D'un point de vue floristique de nombreuses espèces sont présentes, comme la Gagée des prés, une petite plante à fleur protégée sur tout le territoire français, l'Orchis géant, le Centranthe de Lecoq, le Ciste à feuilles de peuplier, l'Ancolie très poilue ou le Colchique de Naples.

### Faune
On trouve, dans ce lieu, diverses espèces animales comme le Faucon pèlerin, le Tichodrome échelette, un petit oiseau vivant dans les falaises, le Hibou grand-duc, le Minioptère de Schreibers, une chauve-souris, dont on a recensé entre 400 et 1 000 spécimens en hibernation ou en transit sur le site, localement le Campagnol des neiges, dont la présence a été prouvée par des déjections de Genette, également présente sur le site, l'Hirondelle de rochers, présente dès février sur le site, la Couleuvre de Montpellier et la Diane, une espèce de papillon protégée, présente uniquement dans le sud de la France.
On a également recensé dans la réserve, une colonie de 80 Grands rhinolophes, des groupes de Murins de Capaccini et de Rhinolophes euryales, d'autres espèces de chauve-souris,.
Enfin, historiquement, des Aigles de Bonelli et des Aigles royaux ont également été présents sur le site.

## Intérêt touristique et pédagogique
Des sentiers aménagés permettent de parcourir le site. Un sentier d’interprétation présente la réserve.

## Administration, plan de gestion, règlement
La réserve naturelle est gérée par le Conseil général du Gard.

### Outils et statut juridique
La réserve naturelle a été créée par une délibération du 21 décembre 2006. Elle est également englobée dans la ZNIEFF du Ranc de Banes.